# Moja želja
Moja želja je drugi solo studijski album Primoža Grašiča, ki je izšel leta 2000 pri založbi Nika Records. Pri snemanju albuma je sodeloval Big Band RTV Slovenija z dirigentom Lojzetom Krajnčanom.
Album je bil leta 2001 nominiran za Zlatega petelina za jazz album.

## Posvetilo
»To ploščo posvečam svoji družini - ženi Nataši ter otrokom Mineji, Tamari, Davidu in Janini - ter vsem, ki imajo radi dobro glasbo. I dedicate this record to my family - to my wife Natasa and to my children Mineja, Tamara, David and Janina - and to all fans of good music.«

## Seznam skladb
| Št. | Naslov                                                                  | Dolžina |
| --- | ----------------------------------------------------------------------- | ------- |
| 1.  | „Spet na poti / On the Road Again‟ (L. Krajnčan - L. Krajnčan)          | 3:15    |
| 2.  | „Tvoj nasmeh / Your Smile‟ (L. Krajnčan - L. Krajnčan)                  | 5:50    |
| 3.  | „Moja želja / My Wish‟ (L. Krajnčan - L. Krajnčan)                      | 4:26    |
| 4.  | „Dobro jutro / Good Morning‟ (L. Krajnčan - L. Krajnčan)                | 4:21    |
| 5.  | „Funky Business‟ (J. Hace - L. Krajnčan - J. Hace)                      | 3:54    |
| 6.  | „Odkar si tu / Since You Are Here‟ (P. Grašič - L. Krajnčan)            | 3:59    |
| 7.  | „Mislim, Halo!? / Duh!?‟ (L. Krajnčan - L. Krajnčan)                    | 4:46    |
| 8.  | „Easy‟ (P. Grašič - P. Grašič)                                          | 4:23    |
| 9.  | „Se ti mudi? / Are You in a Hurry?‟ (L. Krajnčan - L. Krajnčan)         | 3:23    |
| 10. | „Happy End‟ (L. Krajnčan - L. Krajnčan)                                 | 5:29    |
| 11. | „Dobri stari g. Blues / Good Old Mr. Blues‟ (L. Krajnčan - L. Krajnčan) | 6:06    |

## Glasbeniki
- Primož Grašič – kitare
- Lojze Krajnčan – dirigent, trombon (7), Ewi (3)
- Tadej Tomšič – tenor saksofon (1, 4, 5, 7)
- Andy Pesendorfer – solo trobenta (1, 4, 5, 7)
- Dominik Krajnčan – trobenta (1, 4, 5, 7)
- Klemen Repe – solo trombon (1, 4, 5, 7)
- Matjaž Mikuletič – trombon (1, 7)
- Hugo Šekoranja – flavta (4)
- Blaž Jurjevčič – klavir
- Jani Hace – bas kitara (1, 2, 3, 5, 7)
- Aleš Avbelj – bas kitara (4, 6, 8, 9, 11)
- Nino Mureškič – tolkala
- Ratko Divjak – bobni
- Alenka Godec – vokal (7)
- Godala: Simfonični orkester RTV Slovenija (1. violina Monika Skalar)

Posebni gost
- Boško Petrović – vibrafon (11)